# Louise Doughty

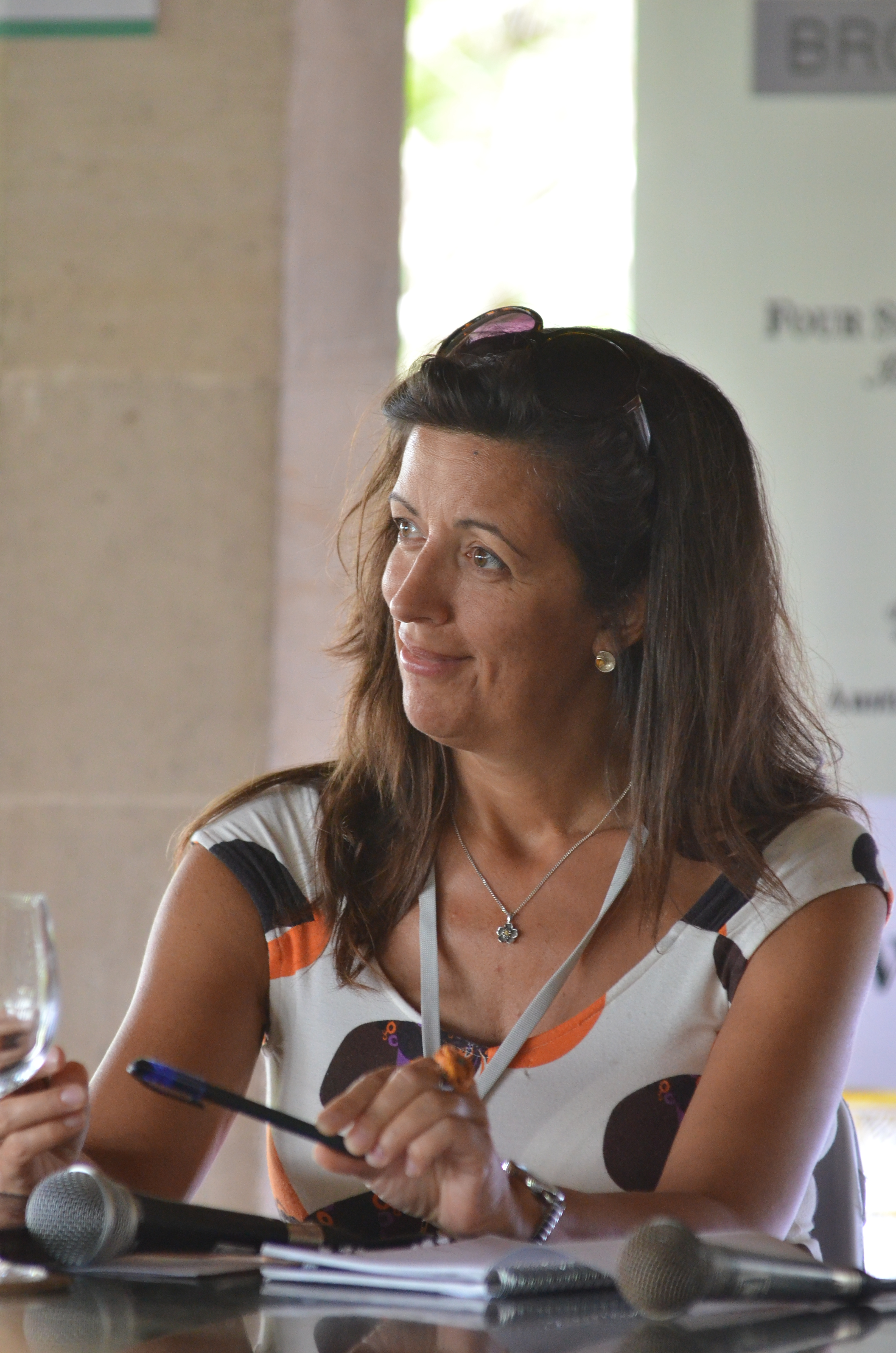
Louise Doughty (2012)

Louise Doughty (geb. 4. September 1963 in Melton Mowbray) ist eine englische Romanautorin, Drehbuchautorin, Dramatikerin und Journalistin. Sie ist vor allem für psychologische Thriller wie Apple Tree Yard bekannt. Sie arbeitete auch als Kulturkritikerin für Zeitungen und Zeitschriften. Von 2007 an erschien ihre wöchentliche Kolumne für The Daily Telegraph unter dem Titel A Novel in a Year. Von 1998 bis 2001 arbeitete sie als Moderatorin der BBC Radio 4-Sendung A Good Read.

## Biographie
Louise Doughty kam 1963 in Melton Mowbray Leicestershire. Sie wuchs in Oakham im County Rutland auf. Sie besuchte die Oakham School und ist Absolventin der Leeds University und der University of East Anglia. Sie hielt weltweit Vorlesungen zum kreativen Schreiben und publizierte zu diesem Thema.
Sie ist Autorin von Romanen, Hörspielen und TV-Miniserien. In ihrem Roman Fires in the Dark aus dem Jahr 2003 thematisierte sie ihre Identität als Romni und befasste sich mit der Geschichte der Roma. 2013 wurde ihr siebter Roman mit dem Titel Apple Tree Yard veröffentlicht und wurde zum Nummer-1-Bestseller. Allein in Großbritannien verkaufte er sich über eine halbe Million Mal. Der Roman wurde außerdem in dreißig Länder weltweit übersetzt. Eine vierteilige gleichnamige Fernsehadaption des Romans wurde im Januar 2017 auf BBC One ausgestrahlt. Die Serie mit Emily Watson in der Hauptrolle und einem Drehbuch von Amanda Coe erhielt breite Anerkennung bei den Kritikern und erreichte eine Zuschauerzahl von 7 Millionen pro Folge. Damit war sie zu diesem Zeitpunkt das meistgesehene neue BBC-Drama seit The Night Manager.
Ihr Buch Platform 7 von 2019 wurde 2023 von Paula Milne mit Dancing Ledge Productions für ITV als vierteiliges Drama adaptiert. Ihr dritter Roman, Honey-Dew, steht bei Chapter One Pictures zur Option und sie arbeitet an einem Serienentwurf. In ihrem ersten Originaldrama für das Fernsehen schrieb Doughty den dreiteiligen Thriller Crossfire über einen Schusswaffenangriff auf ein Ferienresort, den sie auch mit Dancing Ledge Productions für BBC One produzierte. Die Hauptrolle spielte Keeley Hawes, die Serie wurde im September 2022 ausgestrahlt. Doughty lebt gegenwärtig in London.

## Auszeichnungen
- 2010: Whatever You Love auf der Shortlist für den was short-listed for the Costa Book Award[5]
- 2011: Whatever You Love auf der Longlist für den Orange Prize[6]
- 2014: Apple Tree Yard, Aufnahme in die Bücherliste Richard & Judy Book Club[7]
- 2015: Fat White Cop with Ginger Eyebrows, Longlist für den Sunday Times Short Story Award[8]
- 2016: Black Water, Nominierung als Notable Book of the Year der New York Times.
- 2018: Fellowship der Royal Society of Literature[9]
- 2019: Ehrendoktorwürde der University of East Anglia[4]

## Veröffentlichungen (Auswahl)

### Romane
- Crazy Paving. Simon & Schuster Ltd. , 1995, ISBN 0-671-71879-7.
- Dance with Me. Simon & Schuster Ltd., 1996, ISBN 0-684-81652-0.
- Honey-Dew. Simon & Schuster Ltd. 1998, ISBN 0-684-82090-0.
- Fires in the Dark. Simon & Schuster Ltd., 2003, ISBN 0-7432-2087-0.
- Stone Cradle. Simon & Schuster Ltd., 2006, ISBN 0-7432-2089-7.
- Whatever You Love. Faber and Faber, 2010 ISBN 978-0-571-25475-0.
  - Was du liebst, gehört dir nicht. Bertelsmann, München 2012, ISBN 978-3-570-10054-7.
- Apple Tree Yard. Faber and Faber, 2013 ISBN 978-0-571-29788-7.
- Black Watet. Faber and Faber, 2016, ISBN 978-0-571-27866-4.
- Platform Seven. Faber and Faber, 2019, ISBN 978-0-571-32194-0.
  - Was die Nacht verschweigt. Penguin, München 2022, ISBN 978-3-328-10851-1.
- A Bird in Winter. 2023
  - Deckname: Bird. Suhrkamp, Berlin 2025, ISBN 978-3-518-47494-5.

### Sachbuch
- Novel in a Year. Simon & Schuster Ltd., 2007, ISBN 978-1-84737-070-9.
  - Ein Roman in einem Jahr. Autorenhaus Verlag, Berlin 2009, ISBN 978-3-86671-071-9.

### Fernsehfilme
- 2017: Apple Tree Yard, Mitproduktion
- 2022: Crossfire, Drehbuch, Regie und Produktion
- 2023: Platform 7, Produktion

### Hörspiele
- 1991: Maybe für BBC Radio 3 ausgezeichnet mit dem Radio Times Drama Award
- 1994: The Koala Bear Joke für BBC Radio 4
- 1998: Nightworkers für BBC Radio 4
- 2004: Geronimo! für BBC Radio 4
- 2006: The Withered Arm für BBC Radio 4 nach einer Vorlage von Thomas Hardy